# Parc d'État Andrew Molera
Le parc d'État Andrew Molera est un parc d'État relativement peu développé sur la côte de Big Sur en Californie, aux États-Unis. Il préserve 1900 hectares de terres comme demandé par l'ancienne propriétaire Frances Molera. Située à l'embouchure de la rivière Big Sur, la propriété faisait partie de la concession foncière de Rancho El Sur et appartenait plus tard au pionnier californien John Bautista Rogers Cooper et à ses descendants. Les petits-enfants de Cooper, Andrew et Frances Molera, ont hérité de la propriété de leur mère en 1918. Andrew a popularisé l'artichaut en Californie en 1922 et y est décédé en 1931. En 1965, Frances vendit la propriété à The Nature Conservancy, stipulant que le parc à créer porterait le nom de son frère.

## Activités
Les activités du parc comprennent la randonnée, la pêche et la promenade sur la plage, avec des kilomètres de sentiers serpentant à travers des bosquets de séquoias, des prairies, des plages et des sommets de collines. Un camp de randonnée, populaire auprès des randonneurs et des cyclistes, est situé à environ un kilomètre du parking. L'endroit est considéré comme la zone de surf la plus fiable de Big Sur.
Le parc est situé à 32 kilomètres au sud de Carmel-by-the-Sea sur la State Route 1.

### Caractéristiques

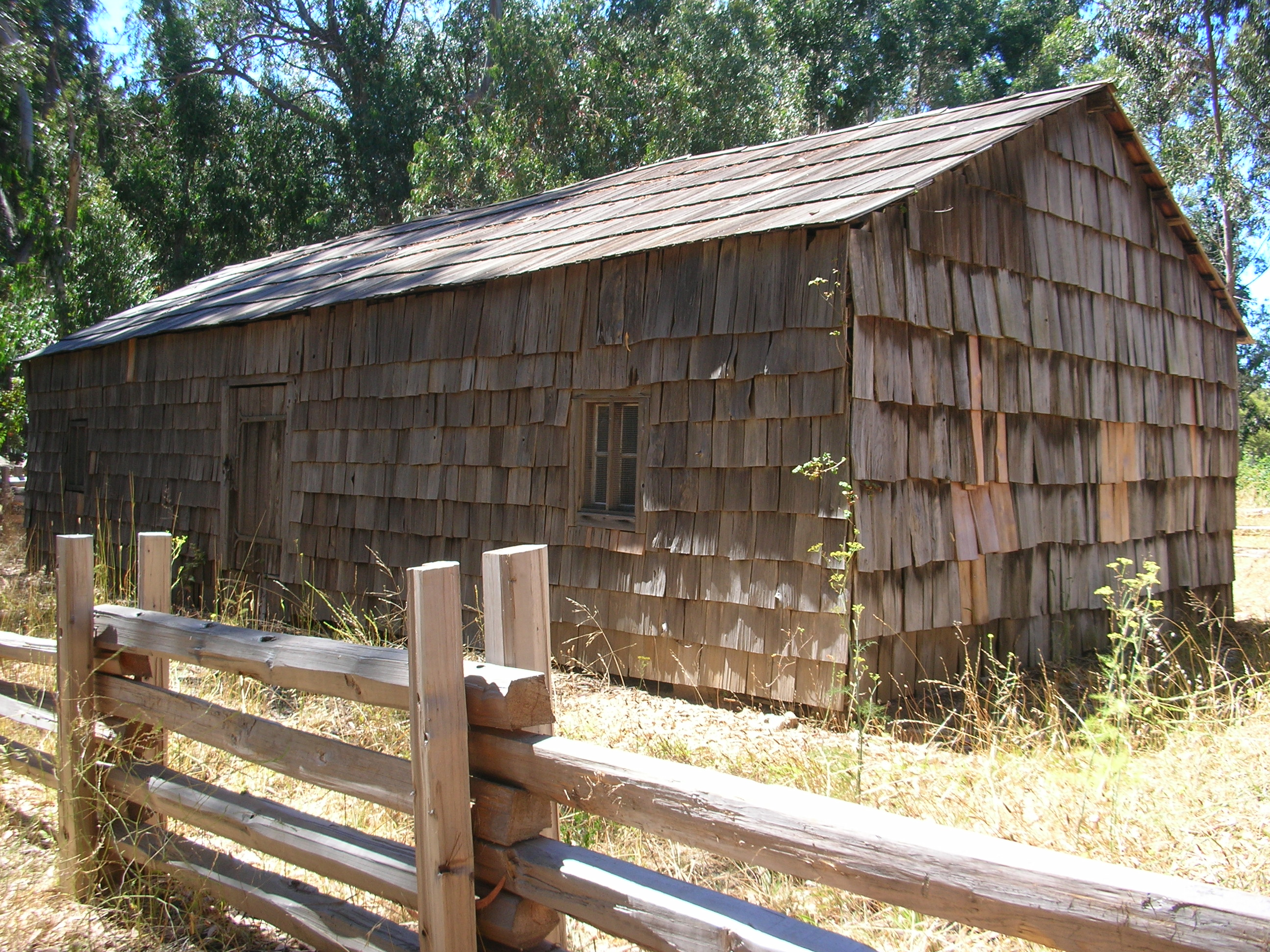
Cabane Cooper

Le parc d'État Andrew Molera abrite la cabane historique Cooper, construite en 1861 ou 1862, elle est la structure la plus ancienne de Big Sur. Le commerçant de fourrures John Bautista Rogers Cooper était le grand-père d'Andrew Molera.
La maison utilisée par le contremaître du ranch a été préservée et sert de musée. Il comprend des expositions sur l'histoire des Amérindiens et des pionniers de Big Sur, des expositions d'artistes et des objets historiques,. Depuis mars 2022, le musée est fermé pour nettoyage et mises à jour des expositions.
La Ventana Wildlife Society a établi un centre de découverte dans le parc. Le Discovery Center comprend des expositions sur la faune locale, notamment le condor de Californie, et un laboratoire de baguage d'oiseaux. Les scientifiques et employés du laboratoire organisent régulièrement des visites du parc d'État Andrew Molera, expliquant la flore et la faune de la région.
Le parc dispose également d'une cascade ouverte toute l'année, les Chutes de Highbridge (12 mètres de hauteur). Les autres chutes d'eau à proximité comprennent les chutes Limekiln, les chutes Salmon Creek, les chutes McWay dans le parc d'État Julia Pfeiffer Burns et les chutes Pfeiffer dans le parc d'État Pfeiffer Big Sur.

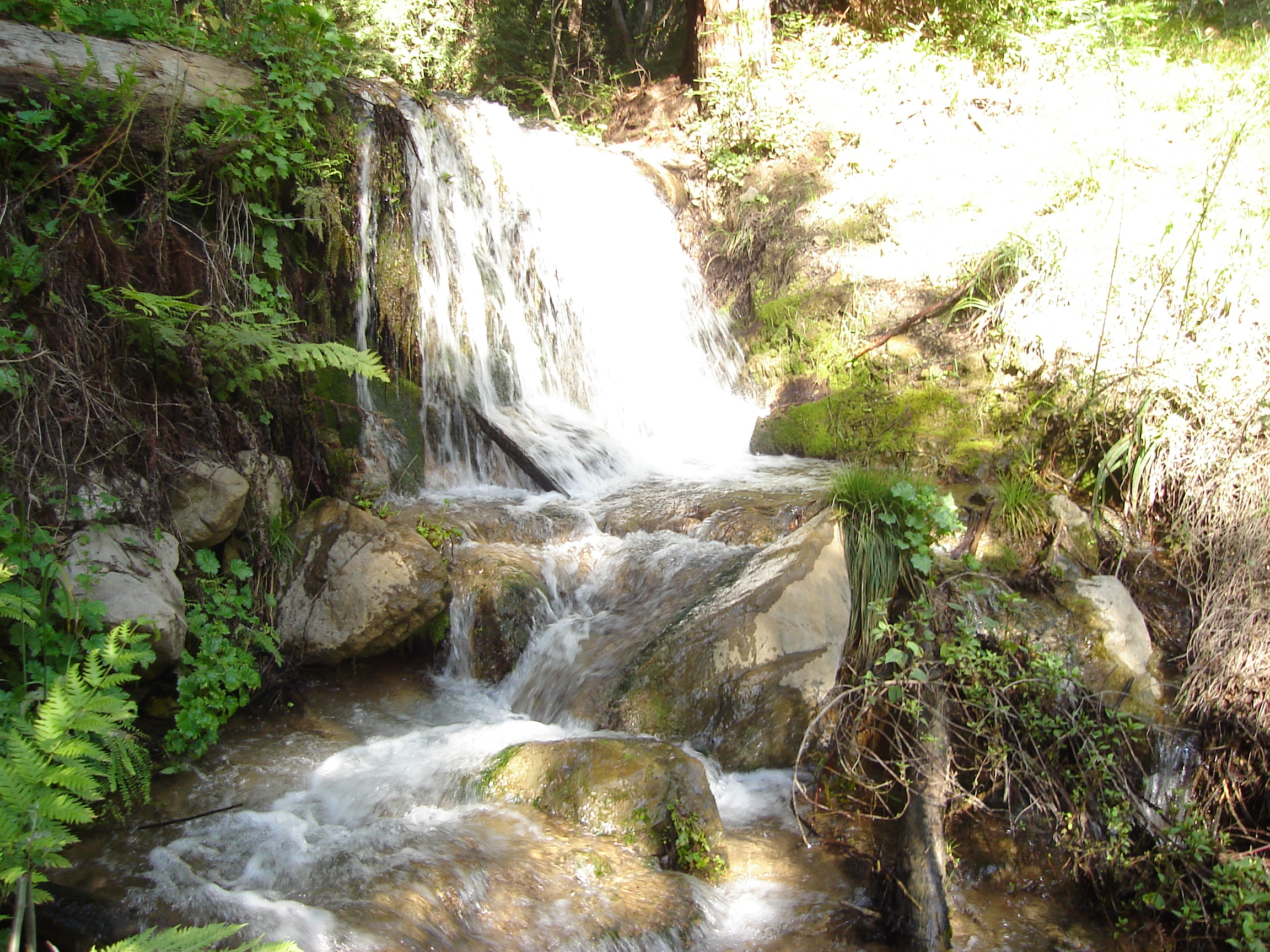
Chutes de Highbridge

### Tourisme
Le parc d'État Andrew Molera compte plus de 32 km de sentiers de randonnée. Certains longent le rivage, d'autres la rivière Big Sur, tandis que d'autres encore grimpent vers de hautes crêtes avec vue sur toute la côte de Big Sur.
Le seul camping disponible dans le parc est un camping piétonnier de 24 emplacements. Les inscriptions se font selon le principe du premier arrivé, premier servi.

### Aires marines protégées
La réserve marine et la zone de conservation marine de Point Sur sont des zones marines protégées au large du parc. Ces aires marines protégées contribuent à préserver la faune océanique et les écosystèmes marins.